# Jean Langlais
Jean François Hyacinthe Langlais (La Fontenelle, Ille-et-Vilaine, 15 februari 1907 - Parijs, 8 mei 1991) was een blinde Franse componist en organist.

## Levensloop

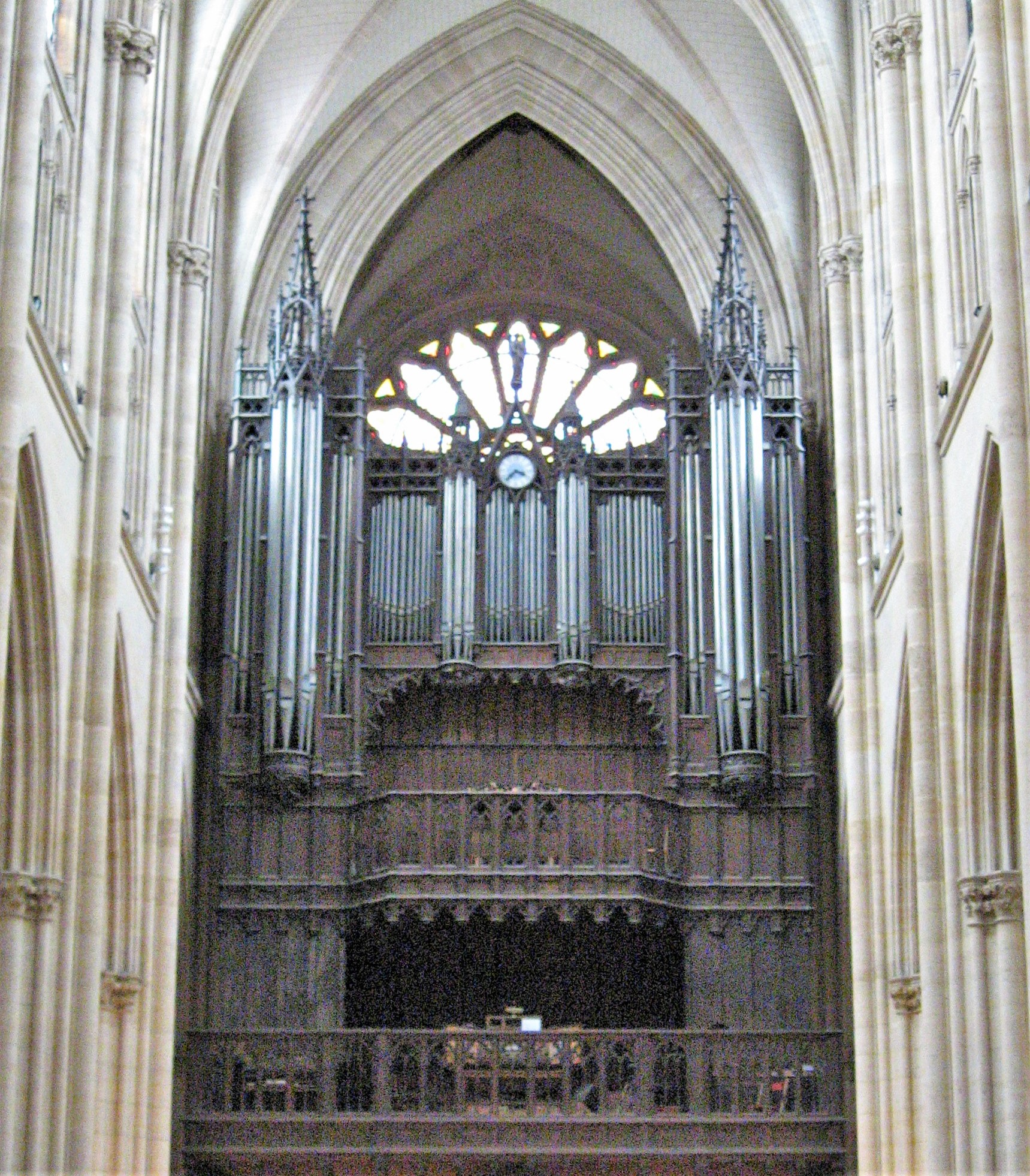
Orgel in de Sainte-Clotilde basiliek in Parijs.

Jean Langlais werd geboren in een klein dorp in Bretagne. Als tweejarige werd hij blind door glaucoom. Aan het blindeninstituut in Parijs begon hij zijn orgelstudie, die hij voortzette aan het Conservatoire de Paris bij Marcel Dupré. Daarnaast studeerde hij compositie bij Paul Dukas en improvisatie bij de eveneens blinde André Marchal.
Na zijn afstuderen ging hij lesgeven aan hetzelfde blindeninstituut waar hij zelf was opgeleid. Van 1945 tot 1987 was hij vaste organist van de Basilique Sainte-Clotilde in Parijs, een eervolle positie die voor hem onder anderen César Franck, Gabriel Pierné en Charles Tournemire hadden bezet. Gelijktijdig ontwikkelde hij zich tot een veelgevraagd concertorganist en maakte vele tournees door Europa en de Verenigde Staten. Alleen al in laatstgenoemd land gaf hij tussen 1952 en 1981 meer dan 300 recitals. Hij bleef ook lesgeven en was van 1961 tot 1976 docent aan de Schola Cantorum de Paris. De Nederlandse organisten Ewald Kooiman, Margreeth Chr. de Jong en Petra Veenswijk behoorden tot zijn leerlingen.
Jean Langlais stond bekend als een briljant organist, een voortreffelijk docent en een charismatische, kleurrijke en humoristische man. Zijn tweede vrouw Marie-Louise Jaquet-Langlais, ook organiste en orgelkundige, publiceerde in 1995 een biografie van haar man: Ombre et Lumière. Eerder had zijn vroegere studente, registrante en vriendin Ann Labounsky op verzoek van zijn eerste vrouw Jeannette een biografie geschreven, Jean Langlais: The Man and His Music. Langlais kreeg die te lezen, maar was ontevreden omdat ze hem schetste zoals zij hem zag: als een gecompliceerde persoonlijkheid. Het boek, waarmee Labounsky al in de jaren zeventig begonnen was, verscheen pas in 2000, negen jaar na Langlais' dood.

## Composities (selectie)
Langlais componeerde 254 werken met opusnummer, waarvan de meerderheid voor orgel. Zijn stijl kan gekenschetst worden als gematigd-modern en harmonisch complex.

### Werken voor orkest
- 1935 Pièces en forme libre, voor orgel en strijkorkest, op. 18
- 1936 Symphonie (Suite) concertante, voor cello en orkest, op. 20
- 1936 Symphonie (Suite) concertante, voor piano en orkest, op. 21
- 1937 Thème, variation et final, voor koperblazers, strijkers en orgel, op. 28
- 1938 Suite bretonne, voor strijkorkest, op. 33
- 1938-1946 Deuxième concerto, voor orgel en strijkorkest, op. 122
- 1948-1949 Première concerto, voor orgel (of klavecimbel) en orkest, op. 61
- 1970-1971 Troisième concerto, voor orgel, strijkorkest en timbales, op. 166

### Missen en gewijde muziek
- 1932-1942 Cinq motets, voor 2 vrouwenstemmen en orgel, op. 8
- 1937 Deux Psaumes, op. 27
  1. nr. 123, "Je lève les yeux vers Toi", voor sopraan, tenor en gemengd koor
  2. nr. 58, "Contre les juges inique", voor gemengd koor en orgel
- 1946 Cantate à Saint-Vincent, voor gemengd koor en strijkorkest (of orgel), op. 49
- 1947 Cantate en l'Honneur de Saint-Louis Marie de Monfort, voor vrouwenkoor, orgel en trompetten, op. 53
- 1949 Messe Solennelle, voor gemengd koor en twee orgels, op. 67
- 1952 Messe en style ancien, voor gemengd koor en orgel, op. 75
- 1953 Missa In Simplicitate, voor zangstem (of unisono-koor) en orgel (of harmonium)
- 1954 Missa Salve Regina, voor 3-stemmig polyfone mannenkoor, samenzang, twee orgels en koper-ensemble, op. 81
- 1956 Cantique eucharistique, voor zangstem en orgel, op. 92
- 1957 La Passion, voor recitant, 8 solisten, gemengd koor en orkest, op. 99
- 1958 Missa Misericordiae Domini, voor 3-stemmig koor en orgel, op. 105
- 1961 Ave Maria stella, voor twee gelijke stemmen, op. 123
- 1965 Messe "Dieu prends pitié", voor gemengd koor, samenzang en orgel, op. 144
- 1965 Messe "Joie sur terre", voor zangstem (of unisono-koor) en orgel, op. 151
- 1968 Missa Orbis Factor, voor gemengd koor, orgel en koper-ensemble, op. 160
- 1976 Cantique en l'honneur d'Anne de Bretagne, voor gemengd koor en orgel, op. 193

### Werken voor toetseninstrumenten

#### Orgel
- 1927 Prélude et Fugue, op. 1
- 1932 Poèmes Évangeliques, op. 7
- 1933-1934 Trois Paraphrases Grégoriennes, op. 9
- 1935 rev.1938 Miniature, op. 108
- 1937 Légende de Saint-Nicolas, op. 25
- 1937-1952 Folkloric suite, op. 77
- 1938-1973 Cinq méditations sur l'Apocalypse, op. 175
- 1941-1942 Première symphonie, op. 37
- 1942-1943 Neuf pièces, op. 40
- 1943 Deux offertoires pour tous les temps sur des textes grégoriens, op. 41
- 1946 Fête, op. 51
- 1947 Suite Brève, op. 54
- 1947 Suite médievale en forme de messe basse, op. 56
- 1948 Suite Française, op. 59
- 1949 Incantation pour un Jour Saint
- 1950 Four Postludes, op. 69
- 1951 Hommage à Frescobaldi, op. 70
- 1954 Dominica in Palmis, op. 83
- 1956 Huit pièces modales, op. 90
- 1956 Organ Book, op. 91
- 1957-1959 In Festo SS, Trinitatis, op. 98
- 1959 Mass XVI (Ordinary Ferial Days), op. 106
- 1959 Deo gratias-Mass XVI and XVIII, op. 107
- 1959-1960 American Suite, op. 111
- 1959-1975 Mosaïque, vol. I, op. 190
- 1960 Deux petites pièces dans le style médiéval, op. 114
- 1960-1962 Douze petites pièces, op. 130
- 1961 Essay (trial), op. 128
- 1962 Trois Méditations sur la Sainte Trinité, op. 129
- 1962-1964 Hommage à Rameau, voir op. 134
- 1966 Poem of Happiness, op. 153

- 1968 Livre Œcuménique, op. 157
- 1968 Deux pièces, op. 158
- 1971 Cinq chorals, op. 167
- 1971 Offrande à Marie, op. 169
- 1972 Petits préludes sur deux thèmes grégoriens, op. 172
- 1974 Plein-jeu à la française, op. 178
- 1974 Huit chants de Bretagne, op. 181
- 1975 Celebration, op. 183
- 1976 Mosaïque, vol. II, op. 191
- 1976 Deuxième symphonie "alla Webern", op. 195
- 1976-1977 Troisième symphonie, op. 207
- 1977 Mosaïque, vol. III, op. 196
- 1979 Noëls avec variations, op. 204
- 1979 Offrande à une âme, op. 206
- 1983 Cinq soleils, op. 218
- 1983 Deux pièces brèves, op. 220
- 1983 Huit préludes, op. 222
- 1984 Miniature II, op. 223
- 1985 B.A.C.H.
- 1985-1986 American Folk-Hymn Settings, op. 229
- 1985 In Memoriam, op. 231
- 1986 Douze versets, op. 235
- 1986 Expressions, op. 236
- 1986 Fantasy on two old Scottish themes, op. 237
- 1988 Christmas Carol-Hymn Settings, op. 243
- 1988 Contrastes, op. 244
- 1989-1990 Mort et résurrection, op. 250
- 1990 Moonlight Scherzo, op. 251
- 1990 Trio, op. 254
- Chants de bergers-prière de mages, op. 212

#### Piano
- 1936 Mouvement perpétuel

#### Klavecimbel
- 1933-1944 Suite, op. 47

#### Beiaard
- 1967 Carillon (Bells), op. 154

### Over Jean Langlais

#### Boeken
- Ann Labounsky: Jean Langlais: The Man and His Music. Amadeus Press, New York, 2000. ISBN 1-57467-054-9
- Marie-Louise Jaquet-Langlais: Ombre et Lumière: Jean Langlais 1907-1991. Éd. Combre, Parijs, 1995. ISBN 2-9506073-2-2
- Janet Berggren Krellwitz: The use of Gregorian chant in the organ works of Jean Langlais : analysis and recital, Columbia University Teachers College (New York). 1981. dissertation.

#### Artikelen
- Joel-Marie Fauquet: L'apocalypse selon Jean Langlais, in: L'Education Musicale. 38 (1981/82), S. 307-309.
- Marie-Louise Jaquet-Langlais: Die leichten Orgelwerke von Jean Langlais, in: Musica Sacra. 96 (1976), S. 30-40.
- Pierre Denis: L'Oeuvre d'orgue de Jean Langlais, in: L'Orgue. 1961, S. 18~194.
- Seth Bingham: The choral masses of Jean Langlais, in: Caecilia. 86 (1959), S. 73-82.
- Ernest Bohn: Jean Langlais, poete de l'orgue, in: Caecilia. Strasbourg. 65 (1957), S. 146-150.

### Enkele algemene naslagwerken
- Jozef Robijns, Miep Zijlstra: Algemene muziek encyclopedie, Haarlem: De Haan, 1979-1984, ISBN 978-90-228-4930-9
- Jean Gallois: Musiques et musiciens au faubourg Saint Germain, Paris: Delegation a l'Action Artistique, [1996], 212 p., ISBN 978-2-905-11883-7
- Vefa de Bellaing: Dictionnaire des compositeurs de musique en Bretagne, Nantes: Ouest Editions (18 février 1992). 280 p., ISBN 978-2-908-26111-0
- Gilles Catagrel , Xavier Darasse, Brigitte François-Sappey, Georges Guillard, Michel Roubinet, François Sabatier: Guide de la musique d'orgue, Fayard, 1991, 840 p., ISBN 978-2-213-02772-2
- David Poultney: Dictionary of western church music, Chicago: American Library Association, 1991, 234 p.
- Johannes Gross-Hardt: Die französische Orgelsymphonie des 19. und 20. Jahrhunderts, Wiesbaden: Breitkopf & Härtel, 1991, 244 p., ISBN 3-7651-0278-4
- Alain Pâris: Dictionnaire des interprètes et de l'interprétation musicale au XXe siècle, Paris: Robert Laffont, 1989. 906 p., ISBN 2-221-50323-6
- Philip T. Cansler: Twentieth-century music for trumpet and organ - An annotated bibliography, Nashville, Tennessee: Brass Press, c1984., 46 p.
- Friedrich Jacob: Die Orgel und der Blinde, Mannedorf, Schwyz: Neujahrsblatt der Orgelbau, 1973, 39 p.
- Robert Stephan Hines: The composer's point of view : essays on twentieth-century choral music by those who wrote it, Norman: Univ. of Oklahoma Press [1963], 342 p.